# Heterobranchus
Heterobranchus és un gènere de peixos de la família dels clàrids i de l'ordre dels siluriformes.

## Taxonomia
- Heterobranchus bidorsalis (Geoffroy Saint-Hilaire, 1809)
- Heterobranchus boulengeri (Pellegrin, 1922)
- Heterobranchus isopterus (Bleeker, 1863)
- Heterobranchus longifilis (Valenciennes, 1840)[4][5][6][7][8][9]